# Echinocoris
Echinocoris is een geslacht van wantsen uit de familie van de Reduviidae (Roofwantsen). Het geslacht werd voor het eerst wetenschappelijk beschreven door Livingstone & Ravichandran in 1992.

## Soorten
Het genus bevat de volgende soorten:

- Echinocoris coromandalesis Livingstone & Ravichandran, 1992
- Echinocoris cyclops Miller, 1949